# ガボン

ガボン共和国
République Gabonaise

国の標語：Union, Travail, Justice（フランス語）
団結、勤労、公正
国歌：La Concorde（フランス語）
協調

ガボン共和国（ガボンきょうわこく、フランス語: République gabonaise）、通称ガボン（フランス語: Gabon）は、中部アフリカに位置する共和制国家。北西に赤道ギニア、北にカメルーン、南と東にコンゴ共和国と国境を接し、西は大西洋のギニア湾に面している。首都はリーブルヴィルである。

## 国名
正式名称はフランス語で République Gabonaise （レピュブリク・ガボネーズ）。通称 Gabon（ガボン）。
国名の由来はポルトガル語の Gabão（「水夫用外套」の意）から来ている。理由として、この国を流れるオゴウェ川の河口にある小高い丘の形状が水夫用外套のフードを広げたような形であったことから、大航海時代のポルトガル人がそれを指して叫んだことによるものとする説がある。
公式の英語表記は Gabonese Republic （ガボニーズ・リパブリック）。通称 Gabon （ガボン）。
日本語の表記はガボン共和国。通称ガボン。漢字表記は加蓬。

## 歴史
先住民としてバントゥー系民族が暮らしていた。1470年にはポルトガル人が渡来し、ついで、オランダ、イギリス、フランスが進出してきた。この地は奴隷貿易と象牙の集散地として栄えた。やがて17世紀に入ると、フランスがこの地域において影響力を強め始めた。

### フランス植民地時代
1815年の奴隷貿易廃止後もこの地方のフランスの権益は残存し、1849年には解放奴隷の入植地として海岸部にリーブルヴィル市が建設されてフランスの橋頭堡となった。やがてフランスはオゴウェ川流域に進出していき、1876年から1878年にかけてはピエール・ブラザが内陸部の踏査を行って1880年にはフランスヴィルを建設した。1885年のベルリン会議によってこの地域の支配権が対外的にも承認され、1905年にはコンゴから分割されてガボン植民地が成立し、1910年にフランス領赤道アフリカの一部となった。ガボンと周辺植民地との境界はしばしば変更されたが、最終的に1946年にオートオゴウェ州がコンゴからガボンに帰属変更され、オゴウェ・コンゴ両河川の分水界が境界となることで領域が固定した。
フランスの植民地政策は1920年代までは特許会社を通じた収奪的なもので、同化政策はほぼ行われなかった。なお、アルベルト・シュヴァイツァーがランバレネで医療・伝道活動を行っていたのは、このフランス領赤道アフリカ時代のことである。1930年代に入ると植民地政府の手で徐々に開発が進められたものの、経済面や教育面などで開発は非常に遅々としたものだった。第二次世界大戦においてはガボン植民地はほかの赤道アフリカ植民地と歩調を合わせて自由フランス支持を早期に表明した。
1946年にはフランス議会に議席を獲得し、また赤道アフリカ大評議会と議席数37のガボン領域議会が同時に設置された。この時期ガボンにおいては、レオン・ムバ率いるアフリカ民主連合系の親仏派政党であるガボン民主党（PDG）と、ジャン・イレール・オウバメが率いる社会主義寄りの反仏派政党であるガボン民主社会同盟（UDSG）の二大政党制が成立していた。特に赤道アフリカ全体の連邦構想において両者は対立し、オウバメが連邦構想を支持する一方、ムバは豊かなガボンが他植民地に収奪されるとしてこの構想に強く反対を唱え構想を解消に追い込んだ。1958年には国民投票によってフランス共同体内の自治共和国となり、ムバが政府首班となった。

### 独立
1960年8月17日にガボン共和国として独立した。初代大統領ムバはガボン民主党を率いて、反仏派のオウバメ率いるガボン民主社会同盟と連立政権を組んでいたが、ムバは独裁化していき、1963年には連立が解消され、1964年の議会選挙では強力な選挙介入を行った。これに反発したオウバメ派が同年クーデターを起こしたものの鎮圧され、さらに支配を強めたムバは事実上の一党制を樹立した。ムバは1967年に死亡し、副大統領のオマール・ボンゴ・オンディンバがその跡を継いだ。ボンゴ政権は石油を中心とした経済成長の中で安定政権となり、1990年には複数政党制に移行したものの、ボンゴ大統領は1993年末の大統領選挙で5選を果たし、2005年には7選を果たして、2009年6月8日に死去するまで41年あまりの長期にわたって大統領職を続けた。
息子で副大統領だったアリー・ボンゴ・オンディンバが2009年8月の選挙で第3代大統領に就任したが、選挙結果に不満を持った野党支持派による暴動が発生した。2016年の大統領選では野党連合統一候補のジャン・ピンが約5000票差にまで迫ったもののアリー・ボンゴ・オンディンバが49.8％の得票率で再選され、反対派は議会に放火するなど暴動を起こした。
2019年1月7日、ガボン軍の将校らによるクーデター未遂事件が発生した。
2022年6月25日、同じく旧フランス領のトーゴと共にイギリス連邦に加盟した。

2023年8月26日に行われた大統領選挙ではアリー・ボンゴ・オンディンバが3選目を果たすが、選挙結果が発表された同月30日、ガボン軍の幹部がテレビ放送で権力を掌握したことを発表した。軍幹部は国内の全ての治安・防衛当局を代表していると主張しており、「ガボン国民のため、われわれは現政権に終止符を打つことで平和を守ることを決定した」として選挙結果の取り消しと国境封鎖、及び国家機関の解散を宣言している。

## 政治

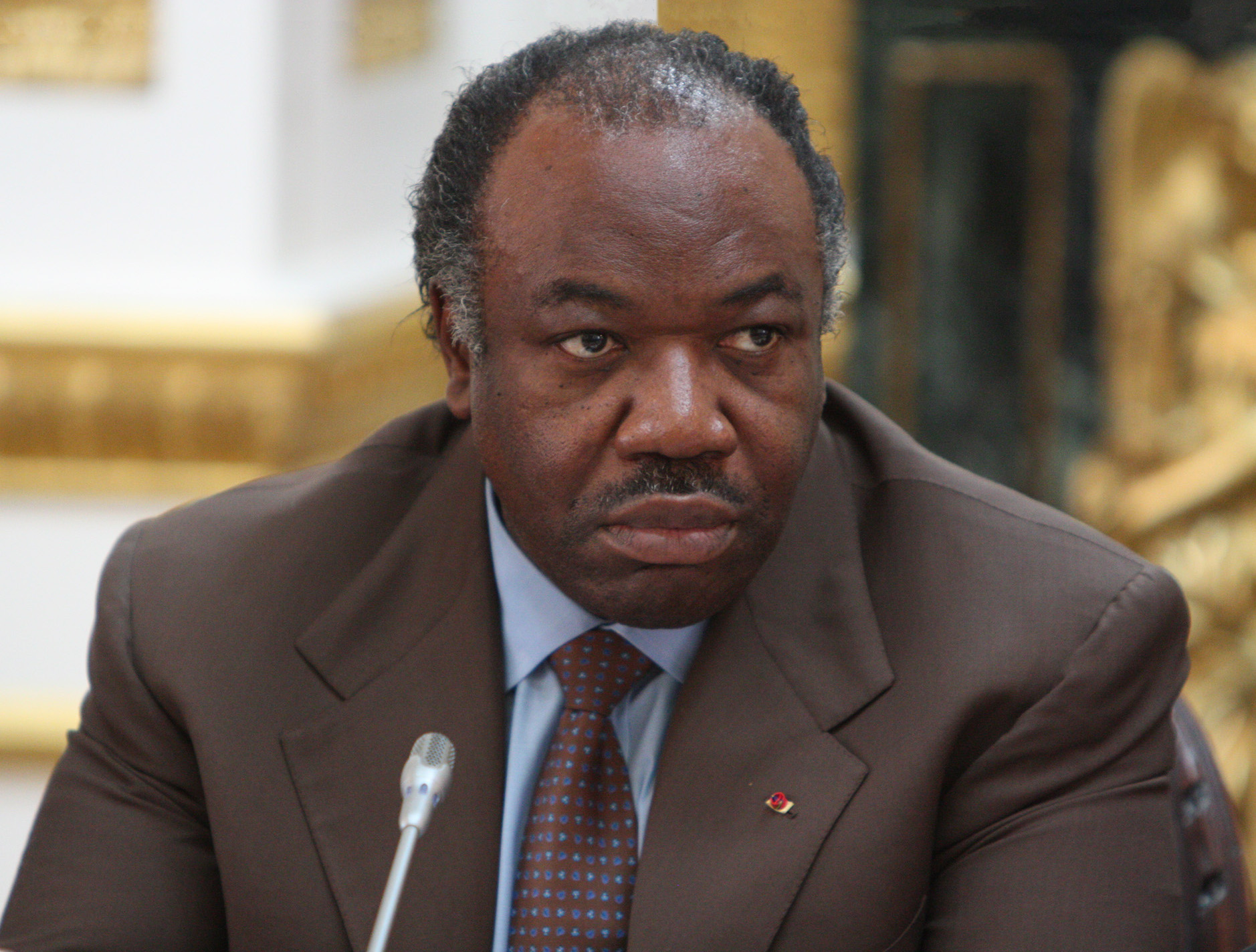
第3代大統領アリー・ボンゴ・オンディンバ

### 政府
ガボンは共和制・大統領制を採用する立憲国家である。2023年8月30日に軍部によるクーデターが発生し、制度移行・回復委員会を名乗り政権を掌握した後、2024年12月19日に新憲法が公布され、第5共和政が開始された。
第5共和政では国家元首である大統領の任期は7年間で、再選は1回のみ認められている（それまでの再選回数は無制限であった）ほか、行政府の長である首相職は廃止され、副大統領に加えて首相の地位を代替する政府副大統領が新設され、二人の副大統領が存在する。2025年4月の大統領選挙で当選したブリス・クロテール・オリギ・ンゲマ暫定大統領が同年5月3日に大統領に就任し、翌4日にレイモン・ンドン・シマ暫定首相が辞任したことで、首相職は廃止された。
大統領は強大な権力を憲法により保障されている。1967年にオマール・ボンゴ・オンディンバが2代目に就任し、2009年にその息子アリー・ボンゴ・オンディンバが後を継いだ。親子2代、56年にわたってボンゴ家の大統領による統治が続いたが、2023年のクーデターにより終りを迎えた。内閣に相当する閣僚評議会は首相および閣僚で構成されたが、実際の行政権は大統領が行使し、閣僚評議会はその執行機関にすぎなかった。よってその権力はきわめて小さく、事実上は大統領の補佐機関であった。

### 議会
議会は二院制で、上院である元老院（102議席）と下院である国民議会（143議席）で構成される。上院議員は地方議会により選出され任期は6年。下院議員は国民の直接選挙で選出され任期は5年。

### 政党
主要政党にはガボン民主党（PDG）がある。PDGは旧独裁政党で、現行憲法により複数政党制が承認されてからも、議会内で圧倒的多数を占める支配政党である。他のおもな政党には林業労働者国民連合（RNB）、ガボン進歩党（PGP）、民主共和同盟（ADERE）があるが、いずれもPDG寄りか政治勢力が小さく、PDGは議会内で大きな力を持つ。ただし、大統領選挙は直接選挙によるため野党が与党に対抗する余地は存在しないわけではなく、実際に2016年の大統領選挙では野党統一候補のジャン・ピンが敗れたものの、アリー・ボンゴ大統領に約5000票差にまで迫った。

## 国際関係
建国以来、旧宗主国であるフランスとの関係が非常に強い。これは初代ムバ大統領以来、親フランス派の大統領が続き、政治的・経済的に密接な関係を築いてきたことによる。フランスは2016年の政府開発援助の31％を占める筆頭援助国である。またフランコフォニー国際機関に加盟している。周辺諸国とは、1964年に中部アフリカ関税経済同盟を結成し、1994年にはこれが中部アフリカ経済通貨共同体に改組された。
アフリカ連合（および前身のアフリカ統一機構）の原加盟国である。またムスリムの人口比率は高くはないがイスラム協力機構に加盟している。歴史的にイギリスの植民地になったことはないが、2022年にイギリス連邦へ加盟した。なお2023年のクーデターにより、アフリカ連合では加盟停止、イギリス連邦では首脳会談などに参加できない部分的加盟停止の処分が科せられたが、2025年4月12日に大統領選挙が執行され5月3日に民選の大統領が就任する見通しとなったことを受け、両者は4月30日に加盟停止処分を解除した。

### 日本との関係
- 在留日本人数 - 60名（2023年5月現在）[35]
- 在日ガボン人数 - 52名（2022年6月現在）[35]

### その他
近年中華人民共和国の支援を受けて関係を深め、ガボンの経済に深く関わるようになる。中国人移民（華僑）を受け入れているが一部移民と国民の間で摩擦が発生している。

## 軍事
同国の軍隊は、陸軍と海軍と空軍、憲兵隊の4つに別けられている。また、約5,000人の小規模な専門軍が設けられており、管轄には現地の警察も一部ほど関わっている。

## 地理

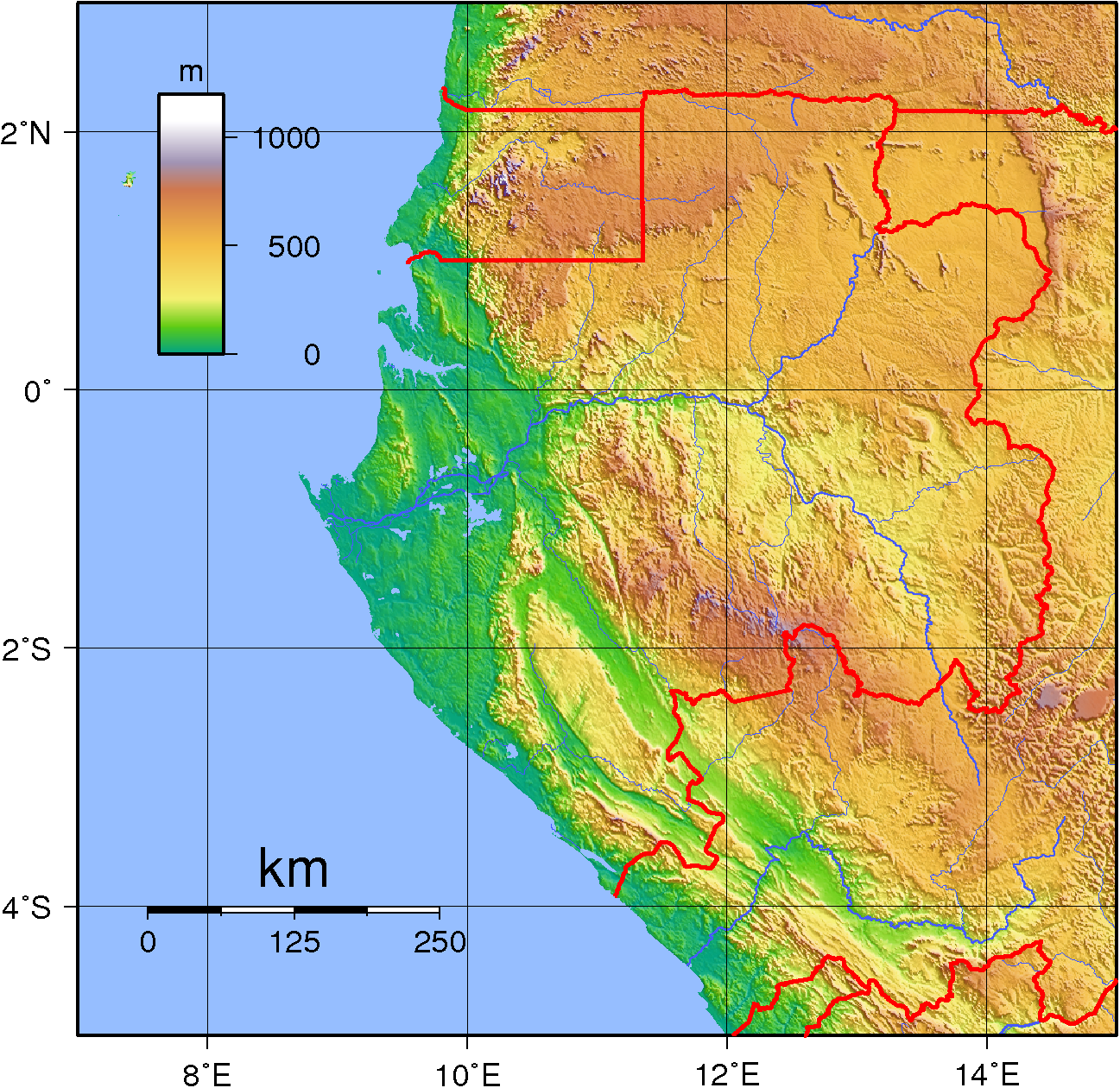
地形図

国土中央部を西から東へオゴウェ川が貫流しており、この流域がガボンの主な領域となっている。大西洋沿岸は平野となっており、オゴウェ川下流にはデルタが広がっているが、内陸に入ると北部のクリスタル山地や南部のマヨンベ山地といった急崖が存在し標高が450mほど上がる。急崖の東は高原となっており、オゴウェ川の支流が刻む渓谷によってシャイユ山地などいくつかの山地に分割される。東部のコンゴ共和国との国境は山地となっており、おおむねオゴウェ川流域とコンゴ川流域の分水界に沿って国境線が引かれている。北西の赤道ギニアとの国境はほぼ直線からなる非常に人工的な境界となっているが、一部はムニ川の河口部分が両国の国境となっている。なお、コリスコ島などのムニ川河口のやや沖合に浮かぶ島嶼は両国の係争地となっている。ガボンは係争地のひとつMbanie Islandを1972年以降実行支配していたが、2025年5月19日に国際司法裁判所は同島を赤道ギニアの領土として認める判決を下した。国土の最西端はポールジャンティ市のすぐ西にあるロペス岬であり、そこから南の海岸はマングローブやラグーンが多い。
国土の88.5%(2014年）が森林で、近隣諸国と比べ人口密度が低いため、手つかずの豊かな自然が多く残されている。アフリカ森林には、ゾウ、ゴリラ、チンパンジーなどの大型哺乳類が多数生息している。
多様な自然環境を含む、13の国立公園がある。国立公園の総面積は実に国土の11%を占める。ガボン政府は自然環境の保全に力を入れており、中部のロペ国立公園や、大西洋岸のロアンゴ国立公園ではエコツーリズムが導入されている。また、南西部ニャンガ州に位置するムカラバ・ドゥドゥ国立公園（Parc National de la Moukalaba-Doudou）では、日本人研究グループによる大型類人猿の長期野外研究プロジェクトが進められている。また、2007年にのロペ＝オカンダ生態系と残存文化的景観が複合遺産として世界遺産に登録された。
気候は国土のほとんどがサバナ気候（Aw)であるが、首都リーブルヴィルを含む北部や東部の一部は熱帯モンスーン気候（Am）となっている。首都リーブルヴィルの降雨量は2510mmであり、雨季の9 - 5月が毎月約300ミリだが、乾季の6 - 8月は3ヶ月で35ミリと極端に少ない。1日の最高気温は平均29 - 30度、最低気温は20 - 23度である。

## 地方行政区分

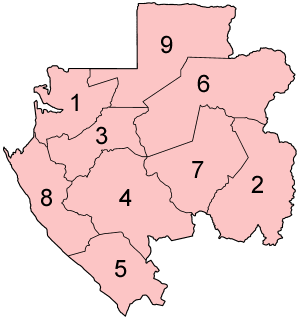
ガボンの州。数字はアルファベット順。

ガボンは9つの州に分かれている（括弧内の地名は、州庁所在地）。
1. エスチュエール州 Estuaire (アカンダ)
2. オートオゴウェ州 Haut-Ogooué（フランスヴィル)
3. モワイエン・オゴウェ州 Moyen-Ogooué (ランバレネ)
4. ングニエ州 Ngounié (ムイラ)
5. ニャンガ州 Nyanga (チバンガ)
6. オゴウェ・イヴィンド州 Ogooué-Ivindo (マコクー)
7. オゴウェ・ロロ州 Ogooué-Lolo (クラムトゥ)
8. オゴウェ・マリティム州 Ogooué-Maritime (ポルジャンティ)
9. ウォレウ・ンテム州 Woleu-Ntem (オイェム)

### 主要都市
最大都市は首都のリーブルヴィルであり、2013年の人口は70万人に達する。リーブルヴィルは19世紀にフランスが解放奴隷を入植させた港湾都市であり、以来この地域の政治の中心地となってきた。これに次ぐのは、オゴウェ川河口に近い海港都市ポールジャンティ（13万6,000人、2013年）である。ポールジャンティは河川舟運と海運の結節点であり、植民地時代から木材の輸出港として栄えてきたほか、独立後は沖合の海底油田開発の拠点都市ともなっている。第3の都市は東部の森林地帯に位置するフランスヴィル（11万人、2013年）である。フランスヴィルはトランスガボン鉄道の終着点であり、内陸部の森林・鉱山の開発拠点であるほか、ボンゴ大統領一族の出身地に近く、政府の重点的な開発投資を受けてきた。このほか、中部のランバレネはアルベルト・シュヴァイツァーが生涯を医療活動に捧げた地である。

## 経済

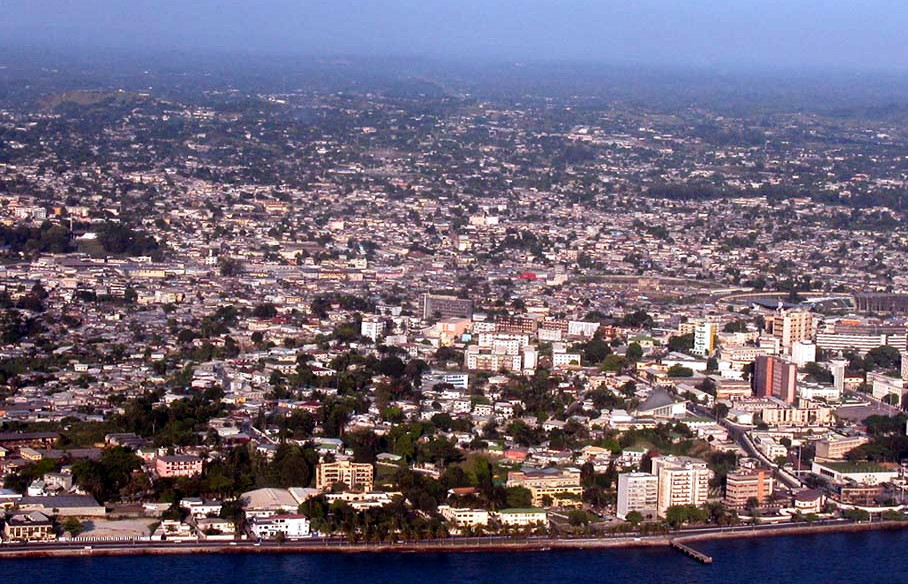
首都リーブルヴィル

ガボンは人口の少なさに比して林業による豊富な物産があったため、古くからフランス植民地内ではその豊かさで知られていたが、独立後も石油をはじめとする資源開発によってその状況に大きな変化はなかった。産油国であり、人口の少なさもあいまって国民所得はアフリカ諸国では高い部類に属する。2015年の一人当たりの国民所得は9200ドルで新興国（中進国）レベルであり、世界水準と比較しておよそ75％に達し、アフリカ諸国では最上位クラスである。ただし、原油生産に経済の大部分を頼るため、原油価格の変動が経済に直接大きな影響を及ぼす構造となっており、経済の多角化が課題となっている。通貨は近隣国との共通通貨である、中部アフリカ諸国銀行の発行するCFAフランを使用している。

### 鉱業
ガボンは天然資源の宝庫であり、さまざまな資源が産出され輸出されているが、その中でも最も重要なものは石油である。ガボンの石油生産は1956年に開始され、独立後に本格的な生産が始まり、1970年代には経済の大部分を占めるようになって、2009年には原油の輸出が総輸出の81.2％を占める石油依存経済となった。主な油田はポールジャンティ南の洋上に位置し、ボードロア・マリン油田などいくつかの油田が存在する。原油に次いで重要な鉱産品は東部のモアンダで産出されるマンガンであり、世界4位の生産量と輸出の2.9％を占める。モアンダ鉱山はオゴウェ鉱山会社（COMILOG)によって経営されており、世界有数の富鉱として知られている。またウランも西部のムナナで産出され輸出されている。なお、ムナナに近いオクロのウラン鉱床ではかつて20億年前に自然に自律的な核分裂反応が起こっていたことが知られており、オクロの天然原子炉と呼ばれている。北東部のベリンガでは鉄鉱石などの埋蔵も確認されているものの、生産は行われていない。
1975年に石油輸出国機構（OPEC）に加盟したが、1996年に脱退。その後、2016年に再加盟した。

### 農林業その他
独立時は木材が輸出の58％（1961年）を占め経済の柱であった。やがて経済の主力は原油へと移っていくものの、木材は2009年時点でも輸出の8.4％を占め依然重要な輸出品となっている。ガボンで産出する木材はオクメ材やマホガニー材などが中心であり、合板（ベニヤ板）の材料として盛んに輸出される。農業は植民地時代から自給農業の色合いが極めて強く、経済に占める割合も小さなものである。工業はポールジャンティ市に立地するベニヤ板生産と石油精製が中心であり、石油製品は輸出の2.0％、ベニヤ板は輸出の1.8％を占める。

## 交通
近隣諸国との間に定期バス便が運行されているほか、リーブルヴィル国際空港を拠点とするエール・ガボン・インターナショナルが、アフリカ大陸内の主要都市に定期便を運航している。
国内交通は、空路と陸路、水路がある。国内線航空会社が多数あり、リーブルヴィルから地方の主要都市への定期便を運行しているものの、欠航や遅延が多い。リーブルヴィル郊外のオウェンド（Owendo）からオートオゴウェ州の州都フランスヴィルまでトランスガボン鉄道が走っており、旅客列車も運行している。かつてはモアンダからコンゴ共和国のムビンダまで世界最長のロープウェイであるCOMILOGロープウェイが結んでおり、そこからコンゴ・オセアン鉄道を通ってポワントノワールまでマンガン鉱が輸送されていたが、1986年にトランスガボン鉄道がモアンダまで延びたところでマンガン輸送が鉄道経由に切り替えられ、ロープウェイは廃止された。国道が整備されており、都市間はタクシーバス（Taxi Bus）によって結ばれている。
水運は、オゴウェ川が河口からンジョレまで艀の航行が可能であり、植民地時代には周辺の密林で伐採した木材を筏流しで下流へと流すことで重要な輸送ルートとなっていた。最も重要な海港はポールジャンティ港であり、オゴウェ川水運と海運の結節点として木材輸出を中心とし、独立後はさらに原油も重要な輸出品となった。これに次ぐ海港は1974年にリーブルヴィルの北郊に開港したオウェンド港で、トランスガボン鉄道を通じて内陸の密林や資源地帯と結びつき、奥地の木材やマンガン鉱の主な輸出港となっている。

## 国民

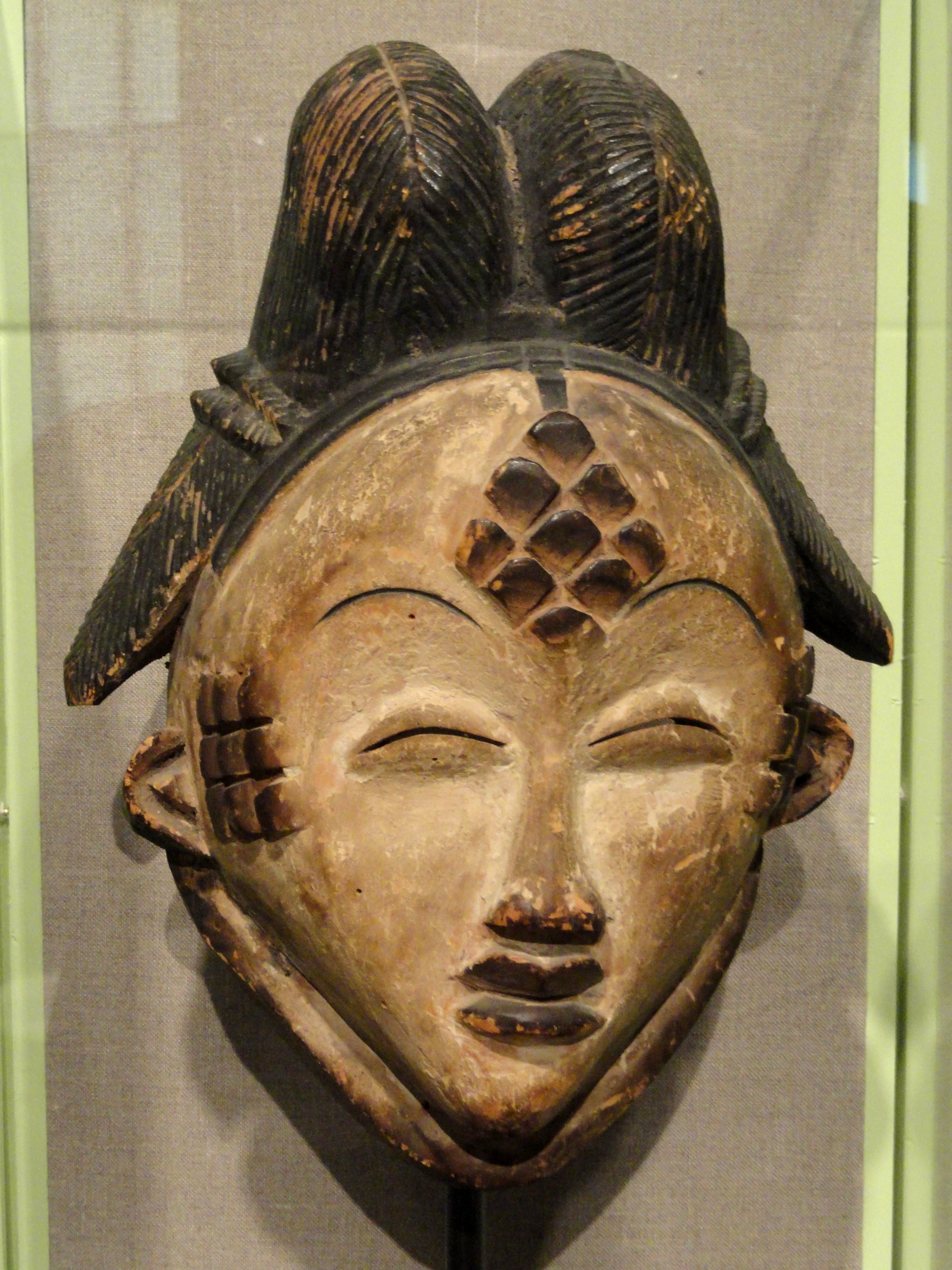
女性の顔を模した、儀式の踊りに用いられるプヌ人の仮面（Mukudji）

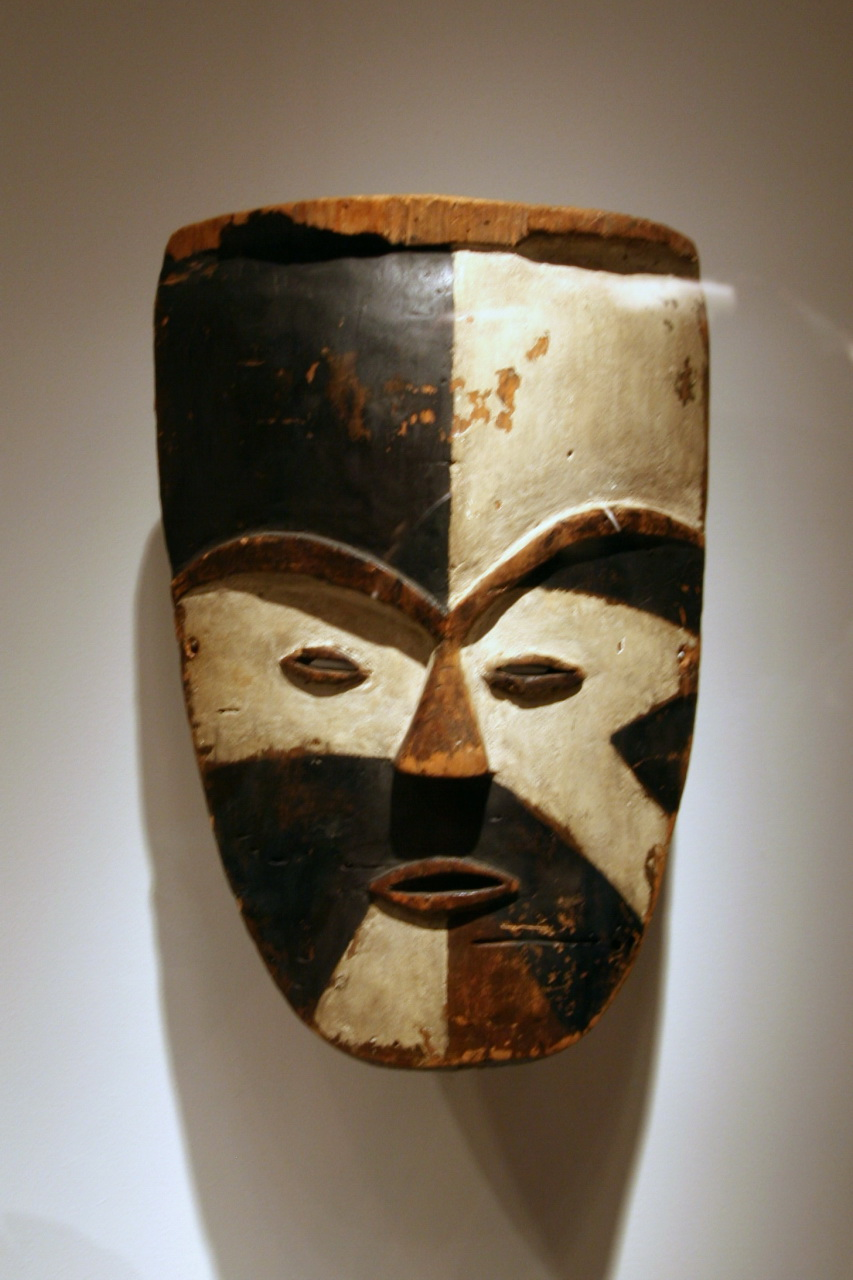
ツォゴ人の仮面

### 人口
ガボンの人口は1962年に45万3,000人だったものが1986年には117万人、2017年には202万人にまで増加した。しかし、ガボンは伝統的に非常に人口密度の低い国であり、独立後の人口爆発にもかかわらず、2017年の人口密度は1km2あたり7.6人にしか過ぎない。このため、好調な経済に伴って赤道ギニアやカメルーンなどの近隣諸国より出稼ぎ労働者を多く受け入れている。

### 民族
住民は、北西部のファン人が28.6％(2000年）で最も多く、その他に南部のプヌ人（10.2％、2000年）、ンゼビ人（8.9％、2000年）、エシラ人、オバンバ人(Mbamaとも)、ドゥマ人（Duma; 別名: Aduma）などのバントゥー系民族が多数を占め、北東にバカ人が存在する。フランス人は1万人ほどであるが強い影響力を保っている。
Okuyi という儀式を行う民族が存在する。

### 言語
言語はフランス語が公用語だが、その他にファン語などのバントゥー語群の言語、アダマワ＝ウバンギ語派のバカ語（Baka）が使われる。

### 宗教
宗教は、カトリック教会を中心としたキリスト教が73%を占め、12%がイスラム教、10%を伝統宗教（ブウィティ, アニミズム）、5%を無宗教と無神論が占めている。

### 教育
ガボンの教育制度は、旧宗主国のフランスの教育制度に影響を受けている。
ガボンの教育制度を管轄する省庁は2つあり、このうち教育省（文部省）は幼児教育から高等教育までを担当している。高等教育・技術革新省は、大学教育、高等教育および職業専門学校を担当している。
教育法により、6歳から16歳が義務教育の対象となる。ガボンでは大部分の子供が託児所、保育所（Crèche）を経て、幼稚園（子供園、Jardins d'Enfants）に入る。6歳から6年制の小学校（École Primaire）に入る。次の段階が7年制の中学校（École Secondaire）である。小学校、中学校の課程を修了すると19歳である。小中学校を卒業したあとは、技術学校、ビジネススクールを含む高等教育機関に進学することができる。高等教育機関としては、1970年に創立されたリーブルヴィルのオマール・ボンゴ大学などがある。

## 治安
ガボンの治安は他のアフリカ諸国と比較した場合、おおむね良好と言える。ただし、近隣諸国の治安に影響されやすい面が強めであり、情勢の変化次第では危険性が大きくなることを留意しなければならない。
現時点では薬物が若年層を中心に蔓延しつつある問題が挙げられており、今後の治安悪化の要因となる可能性の高さが指摘されている。
また、外国からの不法入国者が増加しており、物価高騰に伴う貧困層の増大によるスリやひったくりならびに侵入窃盗などの犯罪が発生している点も不安材料の一つとなっている。

### 法執行機関
国家警察と国家憲兵隊で構成されている。
また、共和国警備隊という準軍事組織に匹敵する組織が存在しているが、これは国家憲兵隊の直属の部隊となっており、国内の治安確保を主な任務としている。

## マスコミ
ガボンにはメディアの検閲は存在していないが、反面で政府を批判するメディアはしばしば法的な影響に直面することから、報道の自由が制限されてしまっている。
ガボンの全国通信評議会は、メディア、ジャーナリスト、および個々の記者を名誉毀損で監視し、これに重ねて彼らを非難することがよくあり、報道の権利は実質失われてしまっているも同然となっている。

### インターネット

#### ドメイン
1994年、.gaが国別コードトップレベルドメイン（ccTLD）として割り当てられた。当初はガボン・テレコムが管理し、やがてFreenomによって無料で提供されていた時期もあったが同社が経営破綻し、2023年6月以降は国家機関であるガボン国家デジタル基盤および周波数庁による管理に戻っている。
ガボン国内でもいくらか使われており、登録は第2レベルドメインに直接行われる。Freenomが監理団体であった時代は.gaドメインを無料で登録できるサービスも存在した。しかしドメインの不正利用が絶えないことからMetaがFreenomを訴えた結果、2023年3月には同社の管理下にある5つのトップレベルドメイン（.cf：中央アフリカ共和国、.ga：ガボン、.gq：赤道ギニア、.ml：マリ共和国、.tk：トケラウ）への新規登録が停止され、2023年6月には国の管理に戻った。

## 文化

### 食文化
ガボン料理には魚介類をふんだんに使った海鮮料理があり、主に甲殻類を用いたものが多い。宗主国であったフランスの影響からフランス料理の技法が比較的多めに採り入れられている。
大都市に該当する地域では様々なフランス料理が普及しているが、農村地域ではキャッサバ、米、ヤムイモなどの穀類を主食とした料理が一般に扱われている。
また、陸生動物（野生動物）の肉を使った料理もあり、一部にはサルやヤマアラシやセンザンコウなどを食材に用いた料理が存在する。

### 文学
アンジェレ・ラウィリやシャンタル・マガリエ・ムバゾオ＝カッサ、エドナ・メレイ＝アピンダといった女性作家を輩出している。ラウィリはガボンの政治家であったジョルジュ・ラウィリの一人娘であり、長年にわたってガボン文学の古典となった小説を3冊分執筆したことから、国内で広く認知されている。
ジャニス・オツィエミはガボンを代表する犯罪小説作家として知られている。

### 音楽
近隣諸国のスークースやマコッサが人気を博している。
ガボンの音楽は、近隣国のコンゴ民主共和国や隣国であるカメルーンに比べると認知度が低めであるものの、近代音楽や大衆音楽においてはギタリストのピエール・アケンデンゲや歌手のオリバー・ンゴマやアニー＝フロール・バチェリリス、ポップシンガーのペイシェンス・ダバニーといった著名なアーティストを輩出しており、これらのアーティストが手掛けた曲が幅広く知られている。

### 映画
1970年代に当時の大統領であったオマール・ボンゴと妻のジョセフィン・ボンゴによって映画製作が奨励されていたが、諸般の事情から20年間の中断が続いていた。1990年代初頭から国内の映画文化とその制作活動を再構築するための新しい政策が施行されることとなり、のちに数々の映画作品が制作されていった。
現在はアフリカ大陸において多くの短編映画を生み出し続ける国の一つとなっている。

### 美術
ガボンを代表する現代美術家にはオワントが知られている。

### 世界遺産
ガボン国内には、ユネスコの世界遺産リストに登録された複合遺産が1件存在する。

### 祝祭日
| 日付                                 | 日本語表記                               | 現地語表記      | 備考     |
| ------------------------------------ | ---------------------------------------- | --------------- | -------- |
| 1月1日                               | 元日                                     | Nouvel an       |          |
| 春分の日の後の最初の満月の次の日曜日 | 復活祭および復活祭後の月曜日             | Pâques          | 変動あり |
| 5月1日                               | メーデー                                 | Fête du Travail |          |
| 復活祭から数えて50日後               | ペンテコステおよびペンテコステ後の月曜日 | Pentecôte       | 変動あり |
| 8月15日                              | 聖母被昇天                               | Assomption      |          |
| 8月17日                              | 独立記念日                               | Fête Nationale  |          |
| 11月1日                              | 諸聖人の日                               | Toussaint       |          |
| 12月25日                             | クリスマス                               | Noël            |          |
| ヒジュラ暦第9月30日                  | 断食月明けの祭                           | Al Fytiri       | 変動あり |
| ヒジュラ暦第12月10日                 | イード・アル＝アドハー（犠牲祭）         | Aïd el-Kebir    | 変動あり |

### スポーツ
サッカー
ガボン国内でも他のアフリカ諸国同様に、サッカーが圧倒的に1番人気のスポーツとなっており、1968年にサッカーリーグのガボン・ シャンピオナ・ナシオナル D1が創設された。さらにアフリカ大陸選手権であるアフリカネイションズカップを、2012年大会（赤道ギニアと共催）と2017年大会の2度開催している。
ガボンサッカー連盟によって構成されるサッカーガボン代表は、これまでFIFAワールドカップには未出場となっており、アフリカネイションズカップでは優勝はおろか決勝へ進んだ事すらもない。著名なガボン人サッカー選手としてはオーバメヤンがおり、ドルトムントやアーセナル所属時代にはリーグ得点王に輝いている。
オリンピック
ガボンはオリンピックには、1972年ミュンヘン大会で初めて選手団を送り込み、1984年ロサンゼルス大会以降は連続して参加している。これまで五輪で獲得したメダルは、2012年ロンドンオリンピックのテコンドー競技でアンソニー・オバメが獲得した銀メダル1個のみである。